# Manfred Kuhmichel

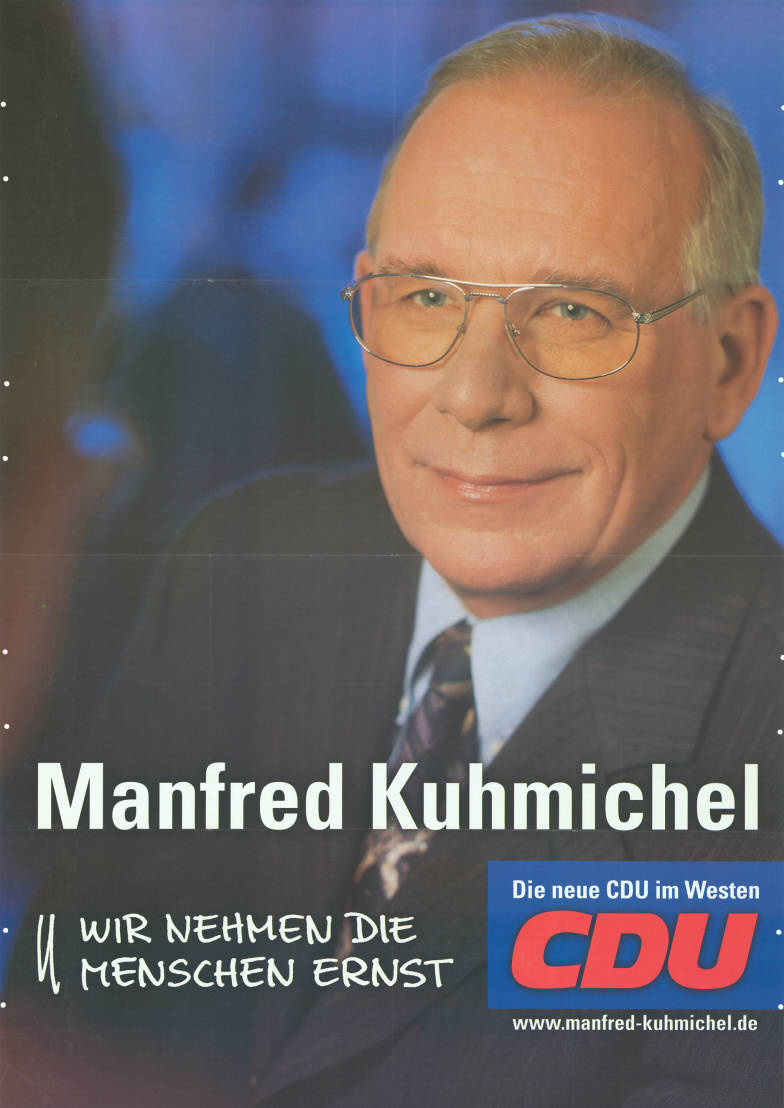
Manfred Kuhmichel auf einem Landtagswahlplakat 2000

Manfred Kuhmichel (* 8. April 1943 in Castrop-Rauxel) ist ein deutscher Politiker (CDU). Er war von 1990 bis 2012 Abgeordneter des Landtags von Nordrhein-Westfalen.

## Leben
Kuhmichel studierte, nach dem Abitur im Jahr 1962, bis 1965 an der Pädagogischen Hochschule Essen Mathematik, Englisch, Geschichte und Politik für das Lehramt an Volksschulen. Im Jahr 1965 absolvierte er die Erste Staatsprüfung, die Zweite folgte 1968. Im Jahr 1973 wurde Konrektor als Fachleiter für Geschichte und Politik und im Jahr 1978 Hauptschulrektor.

## Politik
Kuhmichel wurde im Jahr 1969 Mitglied der CDU. Seit 1976 war er Vorsitzender der Ortsunion Essen-Burgaltendorf und seit 1993 ist er stellvertretender Vorsitzender des Kreisverbandes Essen. Er war von 1979 bis 1990 Mitglied des Rates der Stadt Essen, wo er von 1984 bis 1990 stellvertretender Fraktionsvorsitzender war. Im Rat der Stadt Essen ist er seit 2004 als sachkundiger Bürger im Ausschuss für Sport und Bäderbetriebe vertreten. Seit dem 8. Juni 2005 war er Abgeordneter des Landtags von Nordrhein-Westfalen, wo er von 1995 bis 2005 wissenschaftspolitischer Sprecher der CDU-Landtagsfraktion war. Bis 2012 war er stellvertretender Vorsitzender der CDU-Landtagsfraktion und zudem Mitglied im Ältestenrat. Außerdem war Kuhmichel ordentliches Mitglied im Ausschuss für Innovation, Wissenschaft, Forschung und Technologie, im Kulturausschuss und im Ständigen Ausschuss gemäß Artikel 40 der Landesverfassung. Er war zudem Erster Vorsitzender der Fußball-Abteilung des ETB Schwarz-Weiß Essen.